# Tillit

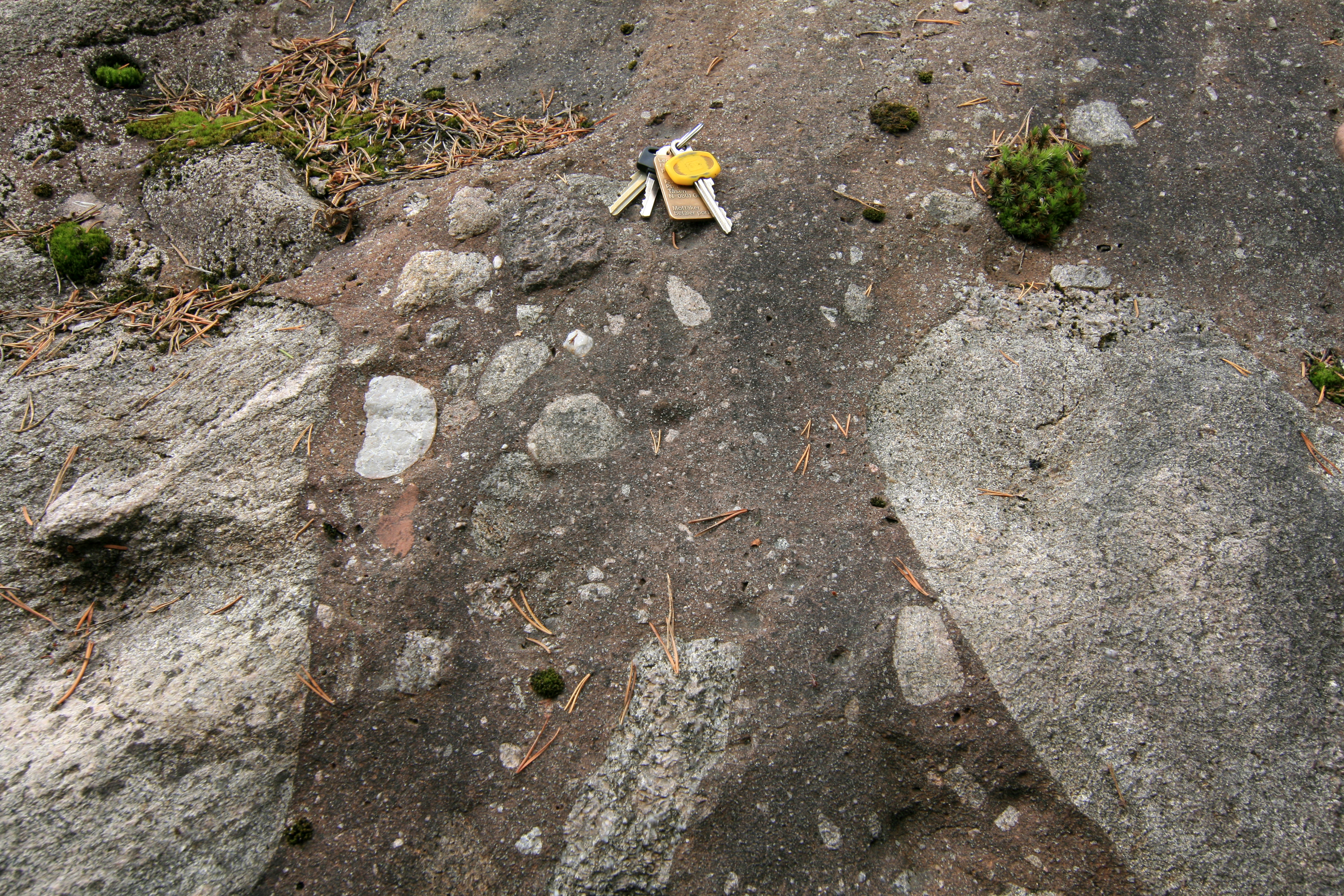
Tillit Moelv, Ringsaker, Norwegia

Tillit (ang. tillite) – zlityfikowane lub czasami słabo zmetamorfizowane osady moreny polodowcowej w postaci skonsolidowanej gliny, powstałe zwykle przed czwartorzędem.
Znaczenie stratygraficzne, jako poziomy przewodnie, mają tillity powstałe w okresach silnych zlodowaceń w neoproterozoiku (zlodowacenia okresu kriogenu i ediakaru) i paleoproterozoiku (zlodowacenie hurońskie).